# 富綱
富綱（1737年—1800年），伊爾根覺羅氏，正藍旗滿洲人。清朝政治人物。

## 經歷
出身不詳，初授禮部筆帖式。
- 乾隆二十八年（1763年）由豫工例捐升主事。
- 乾隆三十三年（1768年）京察一等，引見。補戶部主事。
- 乾隆三十五年（1770年）以安徽廬鳳道候補。
- 乾隆三十六年（1771年）五月，署理戶部郎中。七月，奉旨改授陝西潼商道。
- 乾隆三十八年（1773年）擢陝西布政使。同年以布政使護理陝西巡撫。
- 乾隆四十四年（1779年）升授福建巡撫。
- 乾隆四十六年（1781年）擢雲貴總督。
- 乾隆五十一年（1786年）改閩浙總督，隨即留任雲貴總督。
- 乾隆五十六年（1791年）元月前後，當時雲貴總督富綱奏報鎮遠鎮謝士杰因貽誤公務，故被總兵珠隆阿責打。謝士杰挾嫌捏造珠隆阿短缺名糧。此案謝氏誣告審實，依投匿名文書告人罪，依律判絞監候。
- 乾隆五十八年（1793年）以閩浙總督兼署雲南巡撫。
- 乾隆五十九年（1794年）改兩江總督。署刑部尚書。
- 乾隆六十年（1795年）回京授吏部右侍郎。
- 嘉慶元年（1796年）授漕運總督。
- 嘉慶三年（1798年）再任雲貴總督。四年丁憂離任，隨後遭革職拿問。
- 嘉慶五年（1800年）卒。

## 家庭及關聯
- 始祖珠瑚達（又朱䕶达），隶属正蓝旗满洲第一参领第十佐领。“朱瑚達，正藍旗人，世居興堪地方，原係本處部長，國初率子弟來歸，授備禦，編佐領使統之。其子畢輅由佐領從征黑龍江，……三遇恩詔加至三等輕車都尉。……又朱瑚達之孫邁堪、圖喇俱原任佐領，曾孫滿丕原任都統兼佐領。……元孫蘇保原任主事，納秦、雲保俱原任頭等護衛。……四世孫明山原任叅領兼佐領，祿保現任員外郎，蘇昌現任署理安徽按察使”（载《八旗滿洲氏族通譜》卷12）。
- 太高祖畢輅，佐领、三等輕車都尉。
- 高祖邁堪，佐领。
- 曾祖：滿丕，自贊禮郎官至侍郎、都統。
- 祖父：蘇保。
- 父：蘇昌，監生，官至太子太保、閩浙總督。胞兄陕甘总督明山 (伊尔根觉罗氏)，其子浙江巡抚海寧 (伊爾根覺羅氏)。
- 妻：富察氏，其父鑲紅旗滿洲、恭恪公富明安，祖父禮部、刑部尚書哈山。
- 子：
  - 嵩泰。
  - 嵩孚（伊爾根覺羅氏）(字蓮舫），刑部尚書。其子昆載，妻索綽絡氏（父内务府正白旗满洲、嘉慶甲戌科進士奎照，祖父乾隆五十八年（1793年）癸丑科进士英和）。
  - 嵩溥，廕生，歷官巡撫、侍郎，終官綏遠城將軍。其子昆聯，妻索綽絡氏（父内务府正白旗满洲、嘉慶辛未科三甲進士奎耀，祖父乾隆五十八年（1793年）癸丑科进士英和）。女伊爾根覺羅氏，嫁咸豐丙辰科進士、正蓝旗宗室延煦。
  - 嵩凝。
  - 嵩惠。